# Insanity and Genius
Insanity and Genius è il terzo album della power metal band tedesca Gamma Ray.
Alla sezione ritmica va segnalato un doppio cambio: alla batteria Thomas Nack subentra ad Uli Kusch (passato agli Helloween) ed il bassista Uwe Wessel cede il posto al nuovo Jan Rubach.

## Tracce
1. Tribute to the Past – 5:04 (testo: Kai Hansen – musica: Hansen, Jan Rubach)
2. No Return – 4:06 (Hansen)
3. Last Before the Storm – 4:28 (Hansen)
4. The Cave Principle – 6:51 (Hansen)
5. Future Madhouse – 4:07 (Ralf Scheepers)
6. Gamma Ray (cover dei Birth Control) – 5:20 (Bruno Frenzel)
7. Insanity and Genius – 4:30 (testo: Thomas Nack – musica: Rubach)
8. 18 Years – 5:23 (testo: Scheepers – musica: Scheepers, Dirk Schlächter)
9. Your Tørn Is Over – 3:52 (testo: Hansen, Schlächter – musica: Schlächter)
10. Heal Me – 7:32 (testo: Hansen, Schlächter – musica: Schlächter)
11. Brothers – 5:14 (testo: Hansen, Scheepers – musica: Hansen, Scheepers, Schlächter)

### Bonus track dell'edizione giapponese
1. Heroes – 4:59 (testo: Hansen, Scheepers – musica: Hansen, Scheepers, Schlächter)

### Bonus tracks del remaster 2002
1. Gamma Ray (versione estesa; cover dei Birth Control) – 7:26 (Frenzel)
2. Exciter (cover dei Judas Priest) – 5:01 (Rob Halford, Glenn Tipton)
3. Save Us (live) – 5:41 (Hansen)

## Formazione
- Ralf Scheepers - voce
- Kai Hansen - chitarra solista, voce
- Dirk Schlächter - chitarra ritmica, voce
- Jan Rubach - basso
- Thomas Nack - batteria